# セルギウス2世 (ローマ教皇)
セルギウス2世（Sergius II, ? - 847年1月27日）は、第102代ローマ教皇（在位：844年1月31日 - 847年1月27日）。

## 生涯
出身はローマ。家系は貴族で、教皇就任前は首席司祭にまで上り詰めていた。844年にグレゴリウス4世が死去すると、ローマの民衆は対立教皇であるヨハネス8世を支持したが、貴族階級はセルギウス2世を支持してヨハネス8世の擁立を握りつぶした。
しかしセルギウス2世の選出はフランク王国のロタール1世から強硬に反対を受け、遂にロタール1世はローマに侵攻するとまで圧力をかけたが、セルギウス2世はロタール1世に戴冠させることで何とか逃れきっている。セルギウス2世の時代は聖職売買がはびこり、教皇の権威が少しずつ崩壊を始めた時期でもあった。イスラム教徒のサラセン人がオスティアを略奪するなど苦難の時代の始まりでもあった（ローマの市民は、神の怒りを招いたと嘆いたという）。
セルギウス2世は教皇選出時にはすでに高齢だったため、847年1月27日、在位3年27日で死去した。